# Вошо (округ, Невада)
Шаблон:StateAbbr_ 40°38′ пн. ш. 119°41′ зх. д. / 40.63° пн. ш. 119.68° зх. д.
Округ Вошо (англ. Washoe County) — округ (графство) у штаті Невада, США. Ідентифікатор округу 32031.

## Історія
Округ утворений 1861 року.

## Демографія
За даними перепису
2000 року
загальне населення округу становило 339486 осіб, зокрема міського населення було 315078, а сільського — 24408.
Серед мешканців округу чоловіків було 172080, а жінок — 167406. В окрузі було 132084 домогосподарства, 83752 родин, які мешкали в 143908 будинках.
Середній розмір родини становив 3,09.
Віковий розподіл населення поданий у таблиці:
| Стать    | До 15 років | 15-21 | 22-29 | 30-39 | 40-49 | 50-65 | 65-85 | Понад 85 |
| -------- | ----------- | ----- | ----- | ----- | ----- | ----- | ----- | -------- |
| Чоловіки | 36611       | 16747 | 19568 | 27536 | 27529 | 27944 | 15001 | 1144     |
| Жінки    | 34748       | 15677 | 18041 | 25687 | 26921 | 26680 | 17297 | 2355     |

## Суміжні округи
- Лейк, Орегон — північ
- Гарні, Орегон — північний схід
- Гумбольдт — схід
- Першинґ — схід
- Черчилл — схід
- Лайон — південний схід
- Сторі — південь
- Карсон-Сіті — південь
- Пласер, Каліфорнія — південний захід
- Невада, Каліфорнія — захід
- Сьєрра, Каліфорнія — захід
- Лассен, Каліфорнія — захід
- Модок, Каліфорнія — захід

## Виноски
1. ↑  U.S. Decennial Census. United States Census Bureau. Архів оригіналу за 26 квітня 2015. Процитовано 20 грудня 2014.
2. ↑  Historical Census Browser. University of Virginia Library. Архів оригіналу за 11 серпня 2012. Процитовано 20 грудня 2014.
3. ↑  Population of Counties by Decennial Census: 1900 to 1990. United States Census Bureau. Архів оригіналу за 3 квітня 2015. Процитовано 20 грудня 2014.
4. ↑  Census 2000 PHC-T-4. Ranking Tables for Counties: 1990 and 2000 (PDF). United States Census Bureau. Архів оригіналу (PDF) за 18 грудня 2014. Процитовано 20 грудня 2014.
5. ↑  State & County QuickFacts. United States Census Bureau. Архів оригіналу за 22 липня 2011. Процитовано 23 вересня 2013.(англ.) Наведено за англійською вікіпедією.
6. ↑  American FactFinder. Бюро перепису населення США. Архів оригіналу за 26 лютого 2012. Процитовано 31 січня 2008.

| США | Це незавершена стаття з географії США. Ви можете допомогти проєкту, виправивши або дописавши її. |